# ResearchGate
ResearchGate (дослідницька брама) — науковий портал та соціальна мережа, засіб співробітництва між науковцями з будь-яких наукових дисциплін. ResearchGate містить вебзастосунки, включаючи семантичний пошук (пошук за резюме), обмін файлами, спільне користування базою публікацій, форуми, методологічні дискусії, групи тощо. Члени можуть створювати свій персональний блог у межах мережі.

## Загальний опис
З травня 2011, ResearchGate зібрала більш ніж 1,400,000 науковців зі 192 країн світу.
Станом на 2016 рік ResearchGate має понад 11 млн користувачів. На квітень 2018 число учасників ресурсу зросло до 15 млн
На травень 2020 р. — 17 млн користувачів
На вересень 2023 року — 25 млн користувачів
Серед інших засобів, ResearchGate розвинув семантичний пошуковий механізм, який здійснює пошук по внутрішніх ресурсах і основних зовнішніх базах даних, таких як PubMed, CiteSeer, arXiv, Бібліотеку NASA тощо, для знаходження наукових статей. Розроблено пошуковий механізм для аналізу більшої кількості елементів ніж в стандартних пошуках за ключовими словами, який дозволить аналізувати повністю резюме статей. Його ідея полягає в тому, що більша кількість термінів дозволить отримувати точніші результати.
Такий же тип семантичної відповідності використовується платформою також і для налагодження контактів між членами мережі. Шляхом аналізу інформації, наданої користувачем у їхньому обліковому записі, платформа пропонуватиме групи, інших членів мережі та літературу згідно з можливими науковими інтересами користувача. Загалом в межах ResearchGate створено більш ніж 1100 груп Вони можуть бути відкритими для всіх користувачів або створюватися як приватні групи; кожен член мережі у будь-який час може створити нову групу. Кожна група має також програмні засоби забезпечення співробітництва; наприклад, засіб обміну файлами дозволяє користувачам співпрацювати з колегами у написанні й опублікуванні документів. Інші інструменти включають планувальник зустрічей та опитувальні опції.
Деякі наукові організації та конференції використовують ResearchGate як місце зустрічі для обговорення деталей, співпраці і комунікації. Платформа розвинула також можливість створювати приватні підгрупи в межах більших організацій, відкриті тільки для членів відповідних інституцій.
Платформою встановлено дошку оголошень про роботу для науковців з переліком міжнародних дослідницьких вакансій. Вакансії можуть бути фільтровані згідно з ключовими словами, позиціями, галузями та країнами. У 2009 році ResearchGate також ввела публікацію документів у вільному доступі, надавши можливість науковцям завантажувати попередньо опубліковані статі згідно з умовами ліцензійних договорів. Завантажені статі з'являються серед внутрішніх ресурсів, пошук серед яких ведеться семантичним пошуковиком. Користувачі можуть безоплатно читати та завантажувати ці публікації.

## ResearchBLOG
Науково–дослідницький блог — це офіційний блог ResearchGate. Він стартував у листопаді 2009 року. Члени наукової мережі можуть пропонувати записи зі своїх індивідуальних профілів-блогів у мережі ResearchGate для створення більших, офіційних блогів. Найякісніші записи згодом обираються для публікації.
ResearchBLOG, складений з подібних записів — авторитетне джерело наукових новин, коментарів, наукових досліджень та інновацій з усіх академічних дисциплін. На додаток, для написання статей для своїх індивідуальних блогів, всі члени можуть користуватися новими короткими статтям-шаблонами для підсумків надрукованих та рецензованих статей або презентації останніх відкриттів і важливих концепцій.
Абстракт («micro») короткої статті може містити щонайбільше 306 символів, подібно до короткого вступу блогу. Ці частини аналогічно розміщуються авторами на їхніх персональних ResearchGate-блогах і можуть бути додані до ResearchBLOG. Мета цих коротких статей — швидше розповсюдження науково–дослідницьких результатів у науковому суспільстві. Згідно з цим, кожна зі статей блогу повинна містити посилання на публікацію, яка міститься в базі даних ResearchGate, містить посилання на зовнішній URL або завантажена автором. Таким чином, користувачі мають доступ до статті на сайті відразу після прочитання її рецензії. Підписка на індивідуальні записи та короткі статі блогу ResearchGate може здійснюватися у вигляді потоку новин, дозволяючи членам мережі відстежувати найновіші записи. RSS — канали використовуються для публікації робіт, що часто оновлюються.

## Компанія
8 вересня 2010 року ResearchGate оголосила завершення фінансування серії А. Цикл робіт проходив під керівництвом Benchmark Capital з Кремнієвої Долини, яка інвестувала в twitter та e-bay. Відділення Accel Partners’ у Кремнієвій Долині, які є інвесторами фейсбуку, деякі відомі інвестори-меценати Великої Британії, включаючи колишнього партнера Accel Саймона Левена, засновник Bebo Майкл Бірч та Рольф Кристоф Дінст, генеральний партнер Wellington Venture Capital інвестували в ResearchGate.
Засновник Scout24 Іоахім Шосс, співзасновник idealo.com Мартін Сіннер, співзасновник Sedo.com Ульріх Ессман та засновник MyVideo.de Крістіан Вольман — всі вони брали участь у фінансуванні проєкту. Колишній виконавчий директор фейсбуку та теперішній генеральний партнер Benchmark Capital Мат Кохлер разом з Саймоном Левеном та Йоахімом Шоссом вступили до ради директорів ResearchGate.

## Конкуренти
- Academia.edu
- Epernicus
- Quartzy
- ScienXe.org
- Scispace.net